# 又吉薫
又吉 薫（またよし かおる、1988年8月28日 - ）は、佐賀県伊万里市出身の女子ソフトボール選手（内野手）。元ホンダリヴェルタ所属。ソフトボール日本代表。

## 経歴
佐賀女子短期大学付属佐賀女子高等学校で2006年にインターハイ優勝。
高校卒業後、2007年に日本リーグ1部のホンダに入団。2013年-2015年にはキャプテンを務めた。2015年にはチームとして初の決勝トーナメント進出を果たした。
2015年-2016年には日本代表にも選出。2016年の世界選手権で準優勝を経験した他、ジャパンカップ（2015年・2016年）、USAワールドカップ（2016年）、日米対抗ソフトボール（2016年）などに出場した。
2017年のシーズン終了をもって現役引退。

## 選手としての特徴
日本リーグを代表する遊撃手で、軽快なフィールディングとシュアな打撃が持ち味。